# Batman: Arkham
Batman: Arkham es una serie de videojuegos de acción y aventura de superhéroes basada en el personaje de DC Comics Batman, desarrollada por Rocksteady Studios, WB Games Montréal, Armature Studio y Camouflaj, y publicada originalmente por Eidos Interactive y actualmente por Warner Bros. Games. La franquicia consta de cuatro entregas principales y una spin-off, además de un juego portátil, tres títulos más pequeños para dispositivos móviles, dos juegos de realidad virtual, cómics relacionados y una película de animación. La continuidad establecida por los juegos se conoce a menudo como el Arkhamverso.
Los juegos principales de la serie Batman: Arkham han cosechado un gran éxito y han sido aclamados por la crítica, con elogios por su narrativa, doblaje, personajes, diseño del mundo, gráficos y jugabilidad. En conjunto, han vendido más de 32 millones de copias en todo el mundo.

## Modo de juego
Los videojuegos de la franquicia son en su mayoría de acción con un mundo abierto que incorpora elementos de infiltración y tácticas de ataque. El jugador tiene la posibilidad de usar herramientas que le ayudarán a superar obstáculos o derrotar más fácilmente a un oponente, el primer juego era muy enigmático y resultaba difícil encontrar una salida, pero su secuela, Batman: Arkham City al ser un juego en un mundo abierto, resultó ser mucho más sencillo. Tanto Arkham Asylum como Arkham City contenían los Desafíos del Acertijo que servían como misiones alternativas, en donde el jugador debía resolver acertijos, encontrar los trofeos del Acertijo.
Arkham City Lockdown posee el mismo modo de juego que sus predecesores pero al ser un videojuego iOS resulta ser mucho más sencillo, además posee mucho menos niveles que los que tienen las versiones caseras. Origins Blackgate cambia totalmente la jugabilidad de los otros juegos siendo de side and scroll, es decir de desplazamiento lateral. En todos sus títulos el jugador irá recibiendo puntos de experiencia que le servirán para recibir mejoras de aparatos y de combates.
Los desafíos de habilidad, son minijuegos que se irán desbloqueando conforme el jugador vaya resolviendo los ya mencionados desafíos del Acertijo, aunque estos solo están disponibles en Arkham Asylum, Arkham City y Arkham Origins. Además de controlar a Batman, el jugador podrá utilizar a otros aliados del personaje como Catwoman, Nightwing o Robin, así como enemigos, entre los cuales se encuentran el Joker y Deathstroke, sin embargo, estos solo son jugables en los desafíos de habilidad.

## Argumento

### Juegos principales
Batman: Arkham Origins
Tras la muerte de Thomas Wayne y su esposa Martha, su hijo Bruce queda huérfano y traumatizado de por vida, esto provoca un deseo de venganza hacia la muerte de sus padres, la cual se reflejaba en los criminales, lo cual lo transforma en el justiciero Batman, pero deberá derrocar de su poder al líder de la mafia Máscara Negra. Cuando este último se da cuenta de que puede perderlo todo, le pone precio a la cabeza de Batman. Ocho asesinos deciden aceptar el contrato de Máscara Negra, entre ellos se encuentran Deathstroke, Lady Shiva, Deadshot y Bane. Además deberá detener el crimen en la ciudad de Gotham y derrotar a psicópatas como Joker o El Sombrerero Loco y a terroristas como El Acertijo y Anarquía.
Batman: Arkham Asylum
Mucho tiempo después de los sucesos de Arkham Origins, Batman detiene el plan del Joker de destruir Gotham con bombas y lo lleva al Asilo Arkham, ahí descubre que el Joker planeó ser capturado para ser llevado al Asilo y encontrar una droga llamada Títan, una versión mejorada del veneno que fortalecía a Bane sin necesidad de aplicar los tanques de los cuales él dependía, pero resultó transformar al huésped en un monstruo. Batman no solo tiene que detenerlo, sino que deberá lidiar con todos los lunáticos del manicomio, enfrentándose a villanos como El Espantapájaros, Harley Quinn, Hiedra Venenosa, Killer Croc y Victor Zsasz.
Batman: Arkham City
Un año después de los sucesos de Arkham Asylum se crea una prisión llamada Arkham City, que fue hecha para ser destruida después junto a sus prisioneros, todo esto parte de un plan orquestado entre Hugo Strange y Ra's Al Ghul, pero el principal problema es que tanto Batman como el Joker se están muriendo, todo originado por la droga Titán que tuvo un efecto secundario en el Joker, una progresiva degeneración, sabiendo que el único que podía obtener una cura era Batman este lo termina contagiando con su enfermedad para conseguirla. Batman deberá recorrer la ciudad en busca de una cura mientras se encuentra con criminales como Catwoman, Dos Caras, Señor Frío, El Pingüino y Cara de Barro.
Batman: Arkham Knight
Un año después de los sucesos de Arkham City y la tasa de criminalidad baja, Batman sigue creando nuevas tecnologías para detener el crimen, y vigilar la ciudad, aunque se da cuenta de que algo no va bien. El Espantapájaros ha creado una nueva variedad de la toxina del miedo y ha puesto bombas por toda la ciudad, forzando la evacuación de los ciudadanos de Gotham. Además, el Espantapájaros ha reunido a varios de los mayores villanos de Gotham City para ayudarle a destruir a Batman. Sin embargo el Caballero de la Noche tendrá una preocupación todavía mayor, un nuevo criminal que se ha bautizado a sí mismo «El Caballero de Arkham». Viejos enemigos vuelven a aparecer, como La Luciérnaga y Azrael, así como también surgen otros nuevos tales como Man-Bat y Profesor Cerdo.
Batman: Return to Arkham
Se trata de una recopilación de los dos primeros juegos principales de la saga. Reúne dos grandes títulos como son "Batman Arkham Asylum" y "Batman Arkham City", remasterizando los gráficos de ambos para una experiencia en las consolas de última generación: Xbox One y Playstation 4.
Suicide Squad: Kill the Justice League
La trama se asocia al equipo homónimo de villanos de los cómics, los cuales son chantajeados por la líder de A.R.G.U.S. Amanda Waller, para combatir una invasión alienígena en la ciudad de Metropolis organizada por el androide del planeta Colu Brainiac e una Liga de la Justicia corrupta.

### Juegos Secundarios
Batman: Arkham Origins Blackgate
La historia, que tiene lugar después de los sucesos de Arkham Origins, sigue una revuelta de prisión en Blackgate, que Batman va a investigar. Rápidamente se da cuenta de que es más que una revuelta común. Batman también conocerá a Catwoman por primera vez, y empezará a forjar una relación con un joven Capitán Gordon.
Batman: Arkham City Lockdown
Se desarrolla antes de Arkham City, Batman debe luchar contra algunos villanos como Dos Caras, Solomon Grundy, el Joker y Deathstroke.
Batman: Arkham Underworld
Juego protagonizado por diversos villanos de la saga, entre ellos Killer Croc, Mr. Freeze y Espantapájaros; para causar el caos y enfrentarse a Batman. La trama se localiza después de Arkham Origins Blackgate y antes de Arkham Asylum.
Batman: Arkham VR
En la historia Batman resolverá el misterio del ataque a sus aliados a través de un mundo de realidad virtual.
Batman: Arkham Shadow
Este es un juego para Meta Quest 3 de trama desconocida, pero se conoce que aparecerá el Cazador de Ratas, que sólo fue mencionado en los títulos anteriores.

## Juegos de la franquicia
| Título                           | Año  | Consolas | Consolas | Consolas | Consolas | Consolas | Computadoras | Computadoras      | Computadoras | Portátiles | Portátiles | Móviles | Móviles |
| Título                           | Año  | PS3      | PS4      | X360     | XOne     | Wii U    | Mac          | Windows Microsoft | SteamOS      | 3DS        | Vita       | Android | iOS     |
| -------------------------------- | ---- | -------- | -------- | -------- | -------- | -------- | ------------ | ----------------- | ------------ | ---------- | ---------- | ------- | ------- |
| Batman: Arkham Asylum            | 2009 | Sí       | Sí       | Sí       | Sí       | No       | Sí           | Sí                | Sí           | No         | No         | No      | No      |
| Batman: Arkham City              | 2011 | Sí       | Sí       | Sí       | Sí       | Sí       | Sí           | Sí                | Sí           | No         | No         | No      | No      |
| Batman: Arkham City Lockdown     | 2011 | No       | No       | No       | No       | No       | No           | No                | No           | No         | No         | Sí      | Sí      |
| Batman: Arkham Origins           | 2013 | Sí       | No       | Sí       | No       | Sí       | No           | Sí                | Sí           | No         | No         | Sí      | No      |
| Batman: Arkham Origins Blackgate | 2013 | Sí       | No       | Sí       | No       | Sí       | No           | Sí                | Sí           | Sí         | Sí         | No      | No      |
| Batman: Arkham Knight            | 2015 | No       | Sí       | No       | Sí       | No       | No           | Sí                | Sí           | No         | No         | No      | No      |
| Batman: Arkham Underworld        | 2016 | No       | No       | No       | No       | No       | No           | No                | No           | No         | No         | Sí      | Sí      |
| Batman: Arkham VR                | 2016 | No       | Sí       | No       | No       | No       | No           | Sí                | Sí           | No         | No         | No      | No      |

## Recepción
La serie global ha recibido elogios de la crítica. Arkham Asylum tiene récord mundial Guinness para el mayor reconocimiento del super héroe del juego siempre sobre la base de una puntuación media de 91,67 Metacritic. El juego fue elogiado como el logro de un lado más oscuro de Batman que no se vio en videojuegos anteriores. También fue aclamado por su combate pulido y sigilo, así como la selección de los gadgets en virtud de la disposición de Batman y la extensa tradición de cómics. Arkham Asylum también recibió comentarios positivos por su elección en la voz actores, como Mark Hamill y Kevin Conroy como El Joker y Batman, respectivamente.
Arkham City ha recibido amplia aclamación de la crítica y ganó varios premios, incluyendo el Juego del Año. Fue anunciado como teniendo la jugabilidad ya innovador y complejo de su predecesor y en gran medida la expansión de la misma, así como abrir el juego para una mayor mapa detallado y complejo más grande. El regreso de Hamill como Joker enfermo y moribundo fue muy bien recibido por los fanes y críticos por igual, así como la adición de otros villanos y héroes como Robin, Catwoman, Hugo Strange, Calendar Man y The Penguin.
Arkham Orígins, aunque no son tan aclamados como sus predecesores, fue todavía bien recibido. El mayor consenso entre los críticos fue la falta de innovación y el avance serie del juego, citando la jugabilidad y la atmósfera similar del juego como antes. Esto se atribuyó en gran parte al cambio en los desarrolladores de Rocksteady a Warner Bros. Montreal. Arkham Origins también fue criticado por sus muchos errores y problemas técnicos, sobre todo en PC, así como su modo multijugador impar y confinado. La mayoría de los críticos afirmaron que si bien era un buen juego en sí mismo, no está a la altura de sus antecesoras.
- Datos: Q13415681
- Multimedia: Batman: Arkham (video game series) / Q13415681